# Serveur lame

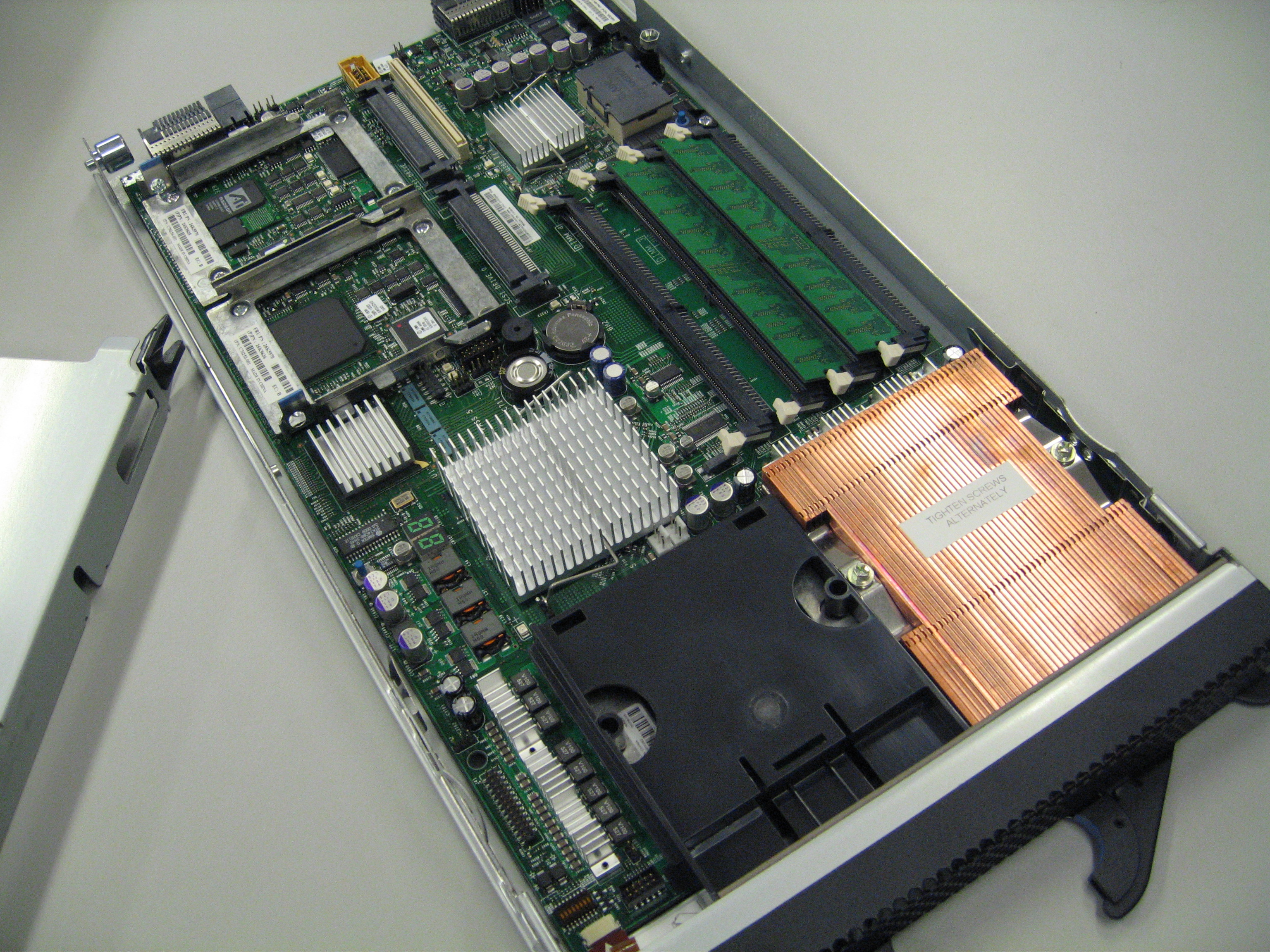
Serveur lame IBM HS20. Deux baies de disques durs SCSI 2.5" sont visibles sur la partie gauche en haut de l'image.

Un serveur lame (aussi appelé serveur blade ou carte serveur ; en anglais, blade server) est un serveur conçu pour un très faible encombrement. Alors qu'un serveur en rack n'est qu'un serveur traditionnel de taille un peu réduite, le serveur lame est beaucoup plus compact, car plusieurs composants sont enlevés, étant mutualisés dans un châssis capable d'accueillir plusieurs serveurs lames. Le châssis fournit ainsi l'alimentation électrique, le refroidissement, l'accès au réseau, la connectique pour écran, clavier et souris. Le contenu ou le rôle du châssis peut varier d'un constructeur à l'autre.
Dans une configuration de serveur en rack standard, l'unité de rack 1 U (19" de large et 1,75" de haut) est la dimension minimale possible d'un serveur. Les serveurs lames permettent de bénéficier de dimensions bien inférieures. Un rack haut de 42 U, accueille 42 serveurs montés en rack, alors qu'un châssis de dimensions équivalentes offre 60 serveurs lames. Outre cette plus forte densité, le serveur lame, plus simple à fabriquer, revient moins cher. La consommation électrique d'un ensemble de serveurs lames montés en châssis est moindre que le même nombre de serveurs en rack. Le nombre de câbles d'alimentation électrique est diminué. Il n'y a besoin que d'un seul jeu de câble écran/clavier/souris pour la console d'administration, ou même parfois aucun pour certains types de châssis entièrement administrables à distance.
Quand on dispose de 60 serveurs sur 1 mètre carré, le défi est de pouvoir assurer leur alimentation électrique et une ventilation suffisante de l'ensemble, les racks de lames (ou blade) ayant tendance à dégager beaucoup de chaleur.

## Rôle du châssis
Le châssis permet de regrouper des équipements, habituellement présents dans chaque ordinateur traditionnel, offrant une plus grande efficacité. 

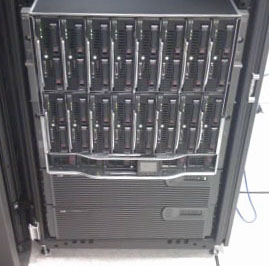
HP Châssis Proliant (rempli avec 16 lames), avec deux unités d'alimentation 3 U en bas.

### Alimentation électrique
Le châssis fournit une source d'alimentation électrique unique pour l'ensemble des serveurs lames en mutualisant plusieurs unités d'alimentations électriques, assurant ainsi une redondance permettant une tolérance aux pannes.

### Refroidissement
Dans la plupart des ordinateurs, ainsi que dans les serveurs lames, la chaleur est évacuée par des ventilateurs. Les serveurs lames grâce à leur alimentation électrique mutualisée génèrent moins de chaleur. Les derniers modèles de châssis ont une ventilation de plus en plus performante.
Il reste que l'augmentation de la densité liée aux serveurs lame nécessite en général des besoins en refroidissement plus élevés que pour des serveurs en rack.

### Réseau
Les connexions réseau sont incluses dans le châssis. Cela permet de connecter un serveur lame à différents supports physiques (paire torsadée ou fibre optique) et de mettre en place des configurations avancées (agrégation de ports).

### Stockage
Le châssis permet aussi d'utiliser des disques durs qui ne sont pas toujours physiquement présents dans le serveur lame, par exemple dans un contrôleur externe ou dans un SAN.

## Avantages et types d'utilisation
Les principaux avantages des châssis lame sont un coût d'acquisition et d'exploitation inférieur à des serveurs classiques, et surtout un délai de mise en service inférieur : on gagne le temps de mise en rack et de câblage. Dans le cas de serveur ayant un accès SAN on peut en utilisant le boot en SAN (aucun disque interne) rendre les lames facilement interchangeables entre elles.
Les serveurs lame sont utilisés dans les centres informatiques comme serveurs web, serveurs de présentation, ferme de serveurs, dans tous les cas où il est intéressant de pouvoir ajouter rapidement des ressources.